# Músculo tensor do tímpano
O músculo tensor do tímpano é um músculo da audição. Ele, juntamente com o músculo estapédio, está envolvido com a redução dos ruídos que chegam ao ouvido. O músculo tensor do tímpano está localizado na orelha média e pode ser encontrado ligado no cabo do martelo. Ele é inervado pelo ramo mandibular do nervo trigêmio.